# Jarryd Dunn

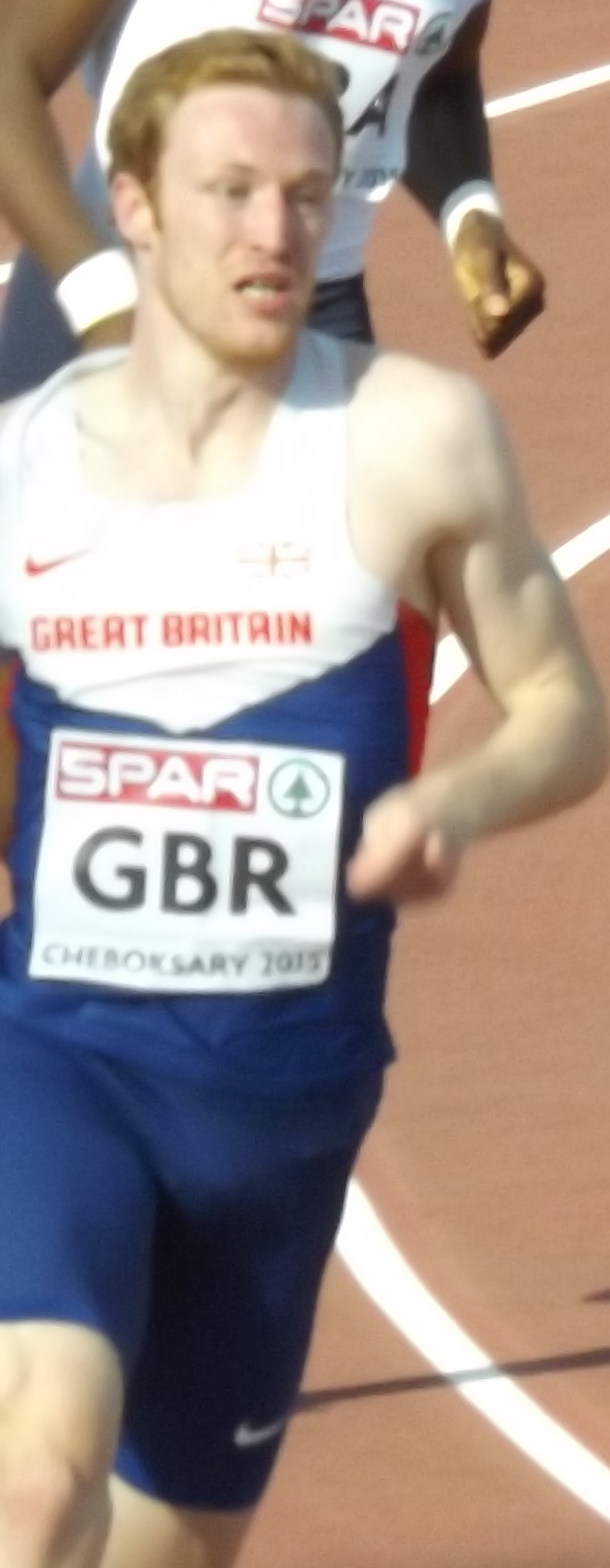
Jarryd Dunn (2015)

Jarryd Dunn (* 30. Januar 1992) ist ein britischer Sprinter, der sich auf den 400-Meter-Lauf spezialisiert hat.
2015 erreichte er bei den Leichtathletik-Halleneuropameisterschaften in Prag über 400 m das Halbfinale und wurde Fünfter in der 4-mal-400-Meter-Staffel. Bei den Leichtathletik-Weltmeisterschaften in Peking schied er im Einzelbewerb im Vorlauf aus und gewann mit der britischen 4-mal-400-Meter-Stafette Bronze.

## Persönliche Bestzeiten
- 400 m: 45,09 s, 20. Juni 2015, Tscheboksary
  - Halle: 46,67 s, 21. Februar 2015, Birmingham